# 중국 만화

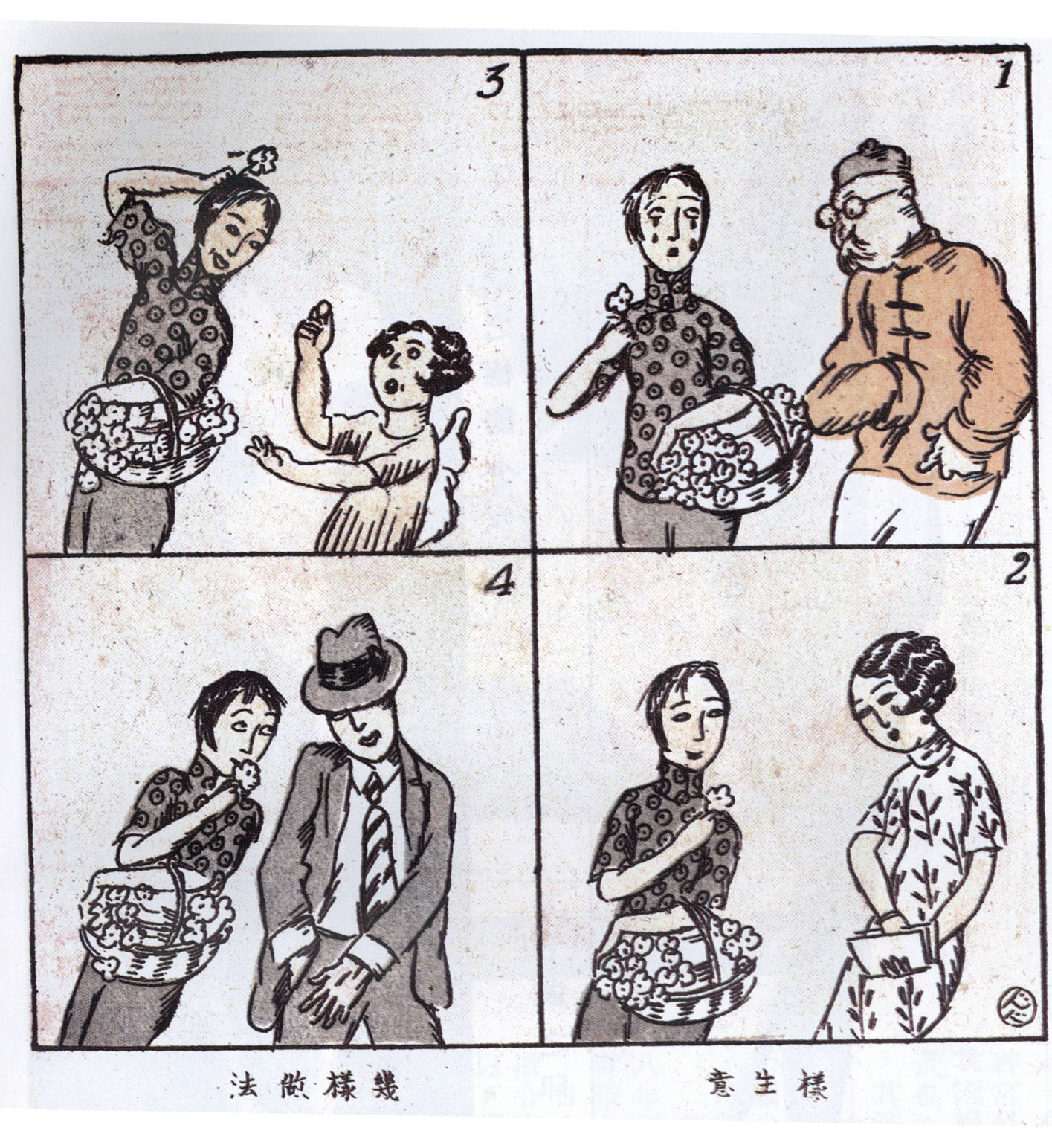

중국의 만화(中國의 漫畵)는 표현의 자유에 대한 제약으로 인해 홍콩이나 타이완에 비해 만화 산업의 발전이 늦었다. 하지만, 최근 경제 발전에 따른 소비자층 및 창작층의 확대에 따라 만화 산업은 급속히 발전하고있다. 중국 이외의 지역에서는 일본의 만화(망가)와 한국의 만화와 구별하는 용어로 만후아(Mànhuà, 중국어: 漫画，漫畫)로 발음한다.

## 중국의 웹툰
중국 웹툰(온라인 만화)은 계획적으로 배열한 병치된 그림 및 기타 이미지로, 정보 전달과 이야기 전개의 용도로 쓰인다.이는 인터넷을 통해 전파되며 컴퓨터, 태블릿, PC, 스마트폰을 포함한 수용 단말기로 볼 수 있다. 중국의 웹툰은 대부분 회화적인 연출 방식으로 제작된다.

중국의 웹툰 사이트인 <유요기>는 중국 최초로 웹툰 형 플랫폼을 개발하여 큰 성공을 거두었고 현재 중국 최대의 웹툰 플랫폰이다. 2015년 8월 2일까지, <유요기>의 플랫폼에는 108,211편의 글이 올라와져 있고, 702,551명의 회원을 보유하고 있으며, 현재까지 PC와 모바일 액티브 이용자는 142만 명을 초과하였다.

## 같이 보기
- 일본 만화
- 한국 만화

1. ↑  정형식, 파격식, 사선식, 페이지식 등 몇 가지 흔히 사용되는 방식이 있다.
2. ↑  가오페 (2월). 《한중 웹툰의 비교연구 : 포털 플랫폼을 중심으로》 (박사 학위 논문). 상명대학교.
3. ↑  Qian Boyi (2월). 《중국 웹툰 플랫폼의 팬덤 현상 연구》 (석사 학위 논문). 세종대학교.